# Chthoneis suturalis
Chthoneis suturalis es un coleóptero de la familia Chrysomelidae.
Fue descrita científicamente en 1885 por Duvivier.